# ويلهلم ماير (ملحن)
ويلهلم ماير (بالألمانية: Wilhelm Mayer)‏ هو معلم موسيقى وملحن ومحامي تشيكي ونمساوي، ولد في 10 يونيو 1831 في براغ في التشيك، وتوفي في 22 يناير 1898 في غراتس في النمسا.

## وصلات خارجية
- ويلهلم ماير على موقع ميوزك برينز (الإنجليزية)